# Strutyńscy herbu Sas
Strutyńscy herbu Sas – polski ród szlachecki herbu Sas.  

## Przedstawiciele
- Ambroży Strutyński – starosta horodelski
- Anna ze Strutyńskich – żona Michała Błędowskiego herbu Półkozic, miecznika nowogrodzkiego[1]
- Józef Strutyński (zm. 1761) – starosta sejwejski, wiżański i szakinowski, poseł na sejmy[2]
- Józef Strutyński (zm. po 1800) – generał-major dymisjonowany, rotmistrz Kawalerii Narodowej litewskiej, szambelan królewski.